# La Roca de Janoi
La Roca de Janoi és una font del terme municipal de Castell de Mur, en territori de la vila de Guàrdia de Noguera, de l'antic municipi de Guàrdia de Tremp, al Pallars Jussà.
És a 522 msnm, a l'esquerra del barranc de Mur, a la part baixa de la Solana del Castell, al nord de Guàrdia de Noguera.